# Neusiedler See-Seewinkel

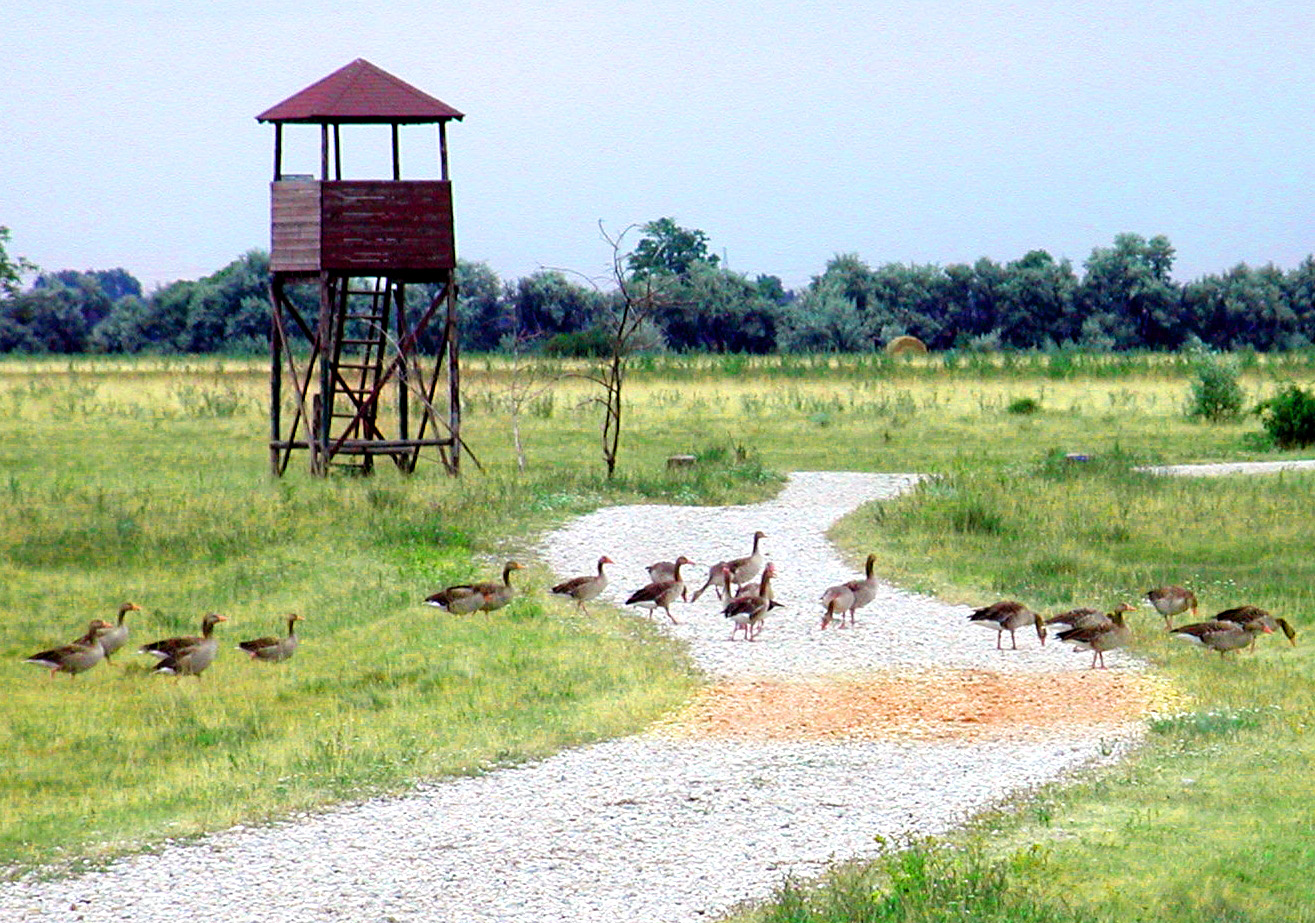
Gäss i nationalparken

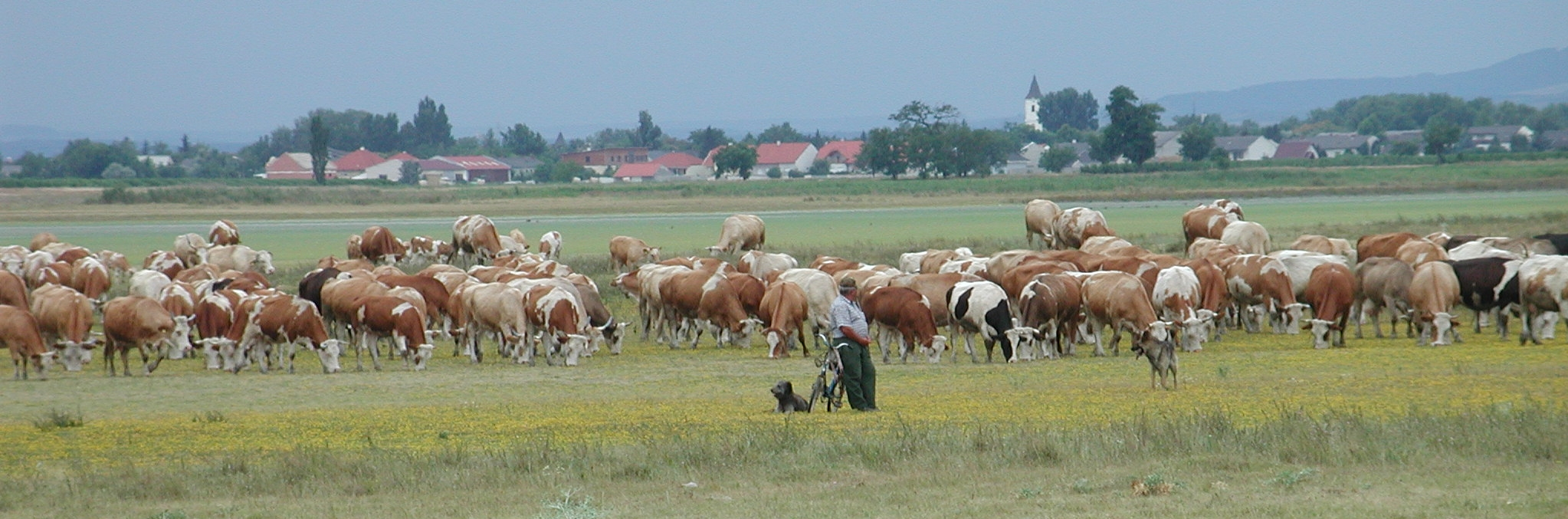
Betesmarker i nationalparken

Nationalparken Neusiedlersee-Seewinkel är en av sex nationalparker i Österrike. Tillsammans med den ungerska nationalparken Fertö-Hanság Nemzeti bildar den ett ca 300 km² stort naturskyddsområde öster och söder om Neusiedlersjön.
Regionen runt Neusiedlersjön är också upptagen i Unescos världsarvslista och nationalparken är dessutom skyddad av Ramsarkonventionen (CW-listan om våtmarker).
Sju kommuner (Andau, Apetlon, Illmitz, Neusiedl am See, Podersdorf, Tadten och Weiden) ligger delvis i nationalparken. Hälften av nationalparkens yta är naturzon där inte något naturbruk förekommer, hälften kulturlandskap.

## Biotoper
Neusiedlersee och Seewinkel är de västligaste utlöparna av den ungerska lågslätten och var en gång stäpp. Stäppkaraktären finns kvar inom nationalparken. 
De olika biotoperna i nationalparken är:
- Neusiedlersjön med sitt upp till 4 km breda vassbälte
- saltpölar som periodiskt torkar ut
- slåtterängar
- betesmark
- småskaliga sandområden

## Flora och fauna
Neusiedlersjön är ett av Europas mest betydande fågelrevir. Sjöns vassbälte och saltpölarna utgör viktiga rast- och häckningsplatser för flyttfåglar. Omkring 320 olika fågelarter kan observeras i dessa områden vid olika tider. Ca 120 fågelarter häckar här, varav några är sällsynta. Här finns bl.a. purpurhäger, ägretthäger, rördrom, svartbent strandpipare, skärfläckor och stortrappar. På orternas hustak häckar den vita storken. 
Bland insekterna finns många sällsynta fjärilar och över 40 olika arter av trollsländor. Naturligtvis förekommer också många olika arter av groddjur.
På betesmarkerna i Seewinkel finns det gamla husdjurraser som ungerska stäppkor eller vita åsnor. 
När det gäller faunan är framför allt saltjordområdena intressanta. Där växer saltväxter som saltaster, glasörter m m.

## Turism
Nationalparken attraherar många turister. Det finns ett informationscentrum i Illmitz som har öppet året runt. I vissa delar av nationalparken får man bara röra sig på markerade vägar och leder medan det råder strängt tillträdesförbud utanför dem. För att underlätta för t.ex. fågelskådare finns det många utsiktstorn längs dessa vägar och leder. 
Året runt erbjuds guidade turer in i olika delar av nationalparken, mellan maj och september nästan dagligen. Information därom får på informationscentret i Illmitz.